# 허재영 (1934년)
허재영(許在榮, 1934년 9월 29일 ~ )은 지난날 대한민국의 제25대 건설부 장관이었다. 현재는 국토정책연구원 이사장으로 재직 중이다. 본관은 하양(河陽)이며, 전라북도 순창에서 태어난 그는 전라북도 전주에서 자랐다.

## 주요 경력
- 건설부 도시국 국장
- 건설부 기획관리실 실장
- 대한민국 제25대 건설부 장관
- 국토개발연구원 원장
- 신한국당 당무위원
- 한양대학교 겸임교수
- 국토정책연구원 이사장

### 학력
- 한국해양대학교 해사학과 학사
- 고려대학교 법학과 학사
- 서울대학교 행정대학원 행정학 석사
- 중앙대학교 대학원 행정학 박사

| 전임 서영택 | 제25대 건설부 장관 1993년 2월 26일 ~ 1993년 4월 8일 | 후임 고병우 |